# Cantón de Le Donjon
El cantón de Le Donjon era una división administrativa francesa que estaba situada en el departamento de Allier y la región de Auvernia.

## Composición
El cantón estaba formado por trece comunas:
- Avrilly
- Chassenard
- Le Bouchaud
- Le Donjon
- Lenax
- Le Pin
- Loddes
- Luneau
- Montaiguët-en-Forez
- Montcombroux-les-Mines
- Neuilly-en-Donjon
- Saint-Didier-en-Donjon
- Saint-Léger-sur-Vouzance

## Supresión del cantón de Le Donjon
En aplicación del Decreto n.º 2014-265, de 27 de febrero de 2014, el cantón de Le Donjon fue suprimido el 22 de marzo de 2015 y sus 13 comunas pasaron a formar parte del nuevo cantón de Dompierre-sur-Besbre.